# Vườn quốc gia Sabangau
Vườn quốc gia Sabangau là một vườn quốc gia ở Trung Kalimantan, một tỉnh của Indonesia ở Kalimantan, phần thuộc Indonesia của đảo Borneo.
Vườn quốc gia này tập trung vào xung quanh sông Sabangau, một con sông nước đen. Sông chảy qua các Hutan Kelompok Kahayan hoặc rừng đầm lầy than bùn Sabangau (5.300 km2), giữa các sông Katingan và Kahayan. Rừng đầm lầy than bùn là một hệ sinh thái kép, với các loại cây đa dạng nhiệt đới đang đứng trên một lớp than bùn dày 10 - 12 mét - một phần do thực vật bị hư hỏng và nguyên liệu thực vật ngập nước - trùm lên trên vùng đất tương đối cằn cỗi
Các bị xuống cấp một phần phía đông của rừng, giữa Sabangau và Kayahan, được chính thức chọn làm đất canh tác nông nghiệp. Tuy nhiên, kể từ thất bại của đại dự án sản xuất lua, dự án dự tính tưới tiêu khu vực rộng lớn của rừng than bùn trong một nỗ lực để tạo ra các cánh đồng lúa, người ta không còn cố cải tạo khu vực này nữa để làm cho nó phù hợp cho mục đích này.
Rừng đã bị hư hỏng bởi lâm nghiệp hợp pháp và bất hợp pháp. Hiện không còn bất kỳ rừng liên tục bao gồm nơi đười ươi có thể qua sông. Một xem vệ tinh cho thấy một mạng lưới các tuyến đường khai thác gỗ trên khắp phần lớn khu vực rừng.
Tuy nhiên, phần phía tây bây giờ là bảo vệ hoặc là Vườn quốc gia hoặc là khu vực nghiên cứu thí nghiệm quốc gia. Một nghiên cứu của khu vực này cho thấy rằng sự toàn vẹn thủy văn của rừng được duy trì, mặc dù kể từ khi nó gần với các khu vực vốn Palangkaraya nó vẫn có nguy cơ.